# Papetiers de Windsor
Les Papetiers de Windsor sont une équipe de hockey sur glace ayant évolué dans la Ligue semi-professionnelle du Québec de 1996 à 2003.

## Historique
Elle a été créée en 1996 et passa aux mains de nouveaux propriétaires en 2001, ainsi l'équipe devint alors le Lacroix de Windsor avant d'être transféré et renommé pour le Saint-François de Sherbrooke en 2003.

### Saisons en LNAH
Note: PJ : parties jouées, V : victoires, D : défaites, N : matchs nuls, DP : défaite en prolongation, DF : défaite en fusillade, Pts : Points, BP : buts pour, BC : buts contre, Pun : minutes de pénalité
| Saison  | PJ | V  | D  | N | DP | Pts | Classement                | Séries éliminatoires |
| ------- | -- | -- | -- | - | -- | --- | ------------------------- | -------------------- |
| 1996-97 | 36 | 8  | 24 | 0 | 4  | 20  | 4e place, division LHSPQC | hors des séries      |
| 1997-98 | 38 | 15 | 21 | 2 | 0  | 32  | 3e place, division LHSPQC | hors des séries      |
| 1998-99 | 36 | 4  | 29 | 3 | 0  | 11  | 4e place, division LHSPQC | hors des séries      |
| 1999-00 | 38 | 8  | 27 | 3 | 0  | 19  | 7e place, division LHSPQB | hors des séries      |
| 2000-01 | 44 | 16 | 21 | 4 | 3  | 39  | 6e place, division LHSPQE | éliminé en 1er ronde |
| 2001-02 | 44 | 17 | 25 | 1 | 1  | 36  | 5e place, division LHSPQO | éliminé en 1er ronde |
| 2002-03 | 52 | 22 | 27 | 1 | 2  | 47  | 5e place, division Ouest  | éliminé en 2e ronde  |

### Référence
1. ↑  (en) Statistiques des Papetiers de Windsor sur http://www.hockeydb.com
2. ↑  Fut renommé pour le Lacroix de Windsor ; Stats du Lacroix sur http://www.hockeydb.com